# Харитонов, Николай Михайлович
Никола́й Миха́йлович Харито́нов (род. 30 октября 1948, Резино, Новосибирская область, РСФСР, СССР) — российский политический деятель. Председатель комитета Государственной Думы по развитию Дальнего Востока и Арктики с 12 октября 2021 года. Член Президиума Центрального комитета КПРФ. Герой Труда Российской Федерации (2023). Кандидат в Президенты России на выборах 2004 и 2024 годов. Оба раза занял второе место.
Депутат Государственной Думы с 1993 года, входит в состав фракции КПРФ. Член ПАСЕ (до 2022 года). Кандидат экономических наук.
Кандидат на должность президента Российской Федерации на выборах 2004 и 2024 годов.
Из-за поддержки вторжения России на Украину находится под международными санкциями Евросоюза, США, Великобритании и ряда других стран.

## Биография

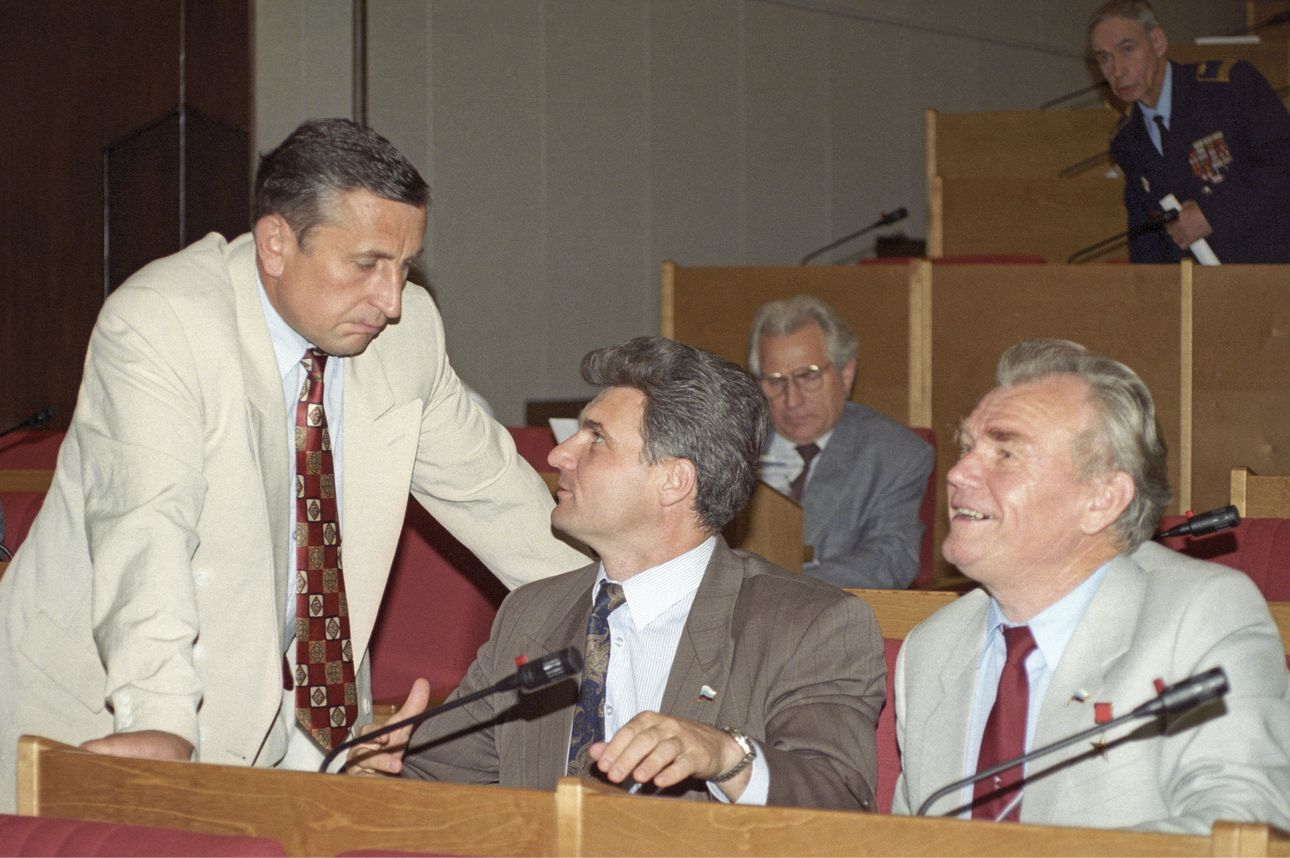
Депутаты Госдумы I созыва Николай Харитонов, Владимир Плотников и Василий Мороз в июле 1995 года.

Николай Харитонов родился 30 октября 1948 года в селе Резино Новосибирской области. Окончил Новосибирский сельскохозяйственный институт. С 1972 по 1994 год работал агрономом, директором совхоза «Галинский» Мошковского района Новосибирской области.
В 1990 году избран народным депутатом РСФСР. Входил во фракцию «Аграрный союз», депутатский блок «Народное единство». Состоял в Социалистической партии трудящихся. В 1993 году участвовал в создании Аграрной партии России, был избран заместителем председателя Михаила Лапшина. Избирался депутатом Государственной Думы всех восьми созывов, при этом на выборах 1993—2003 годов по одномандатному Барабинскому округу Новосибирской области.
В 1995 году окончил Академию народного хозяйства при правительстве Российской Федерации.

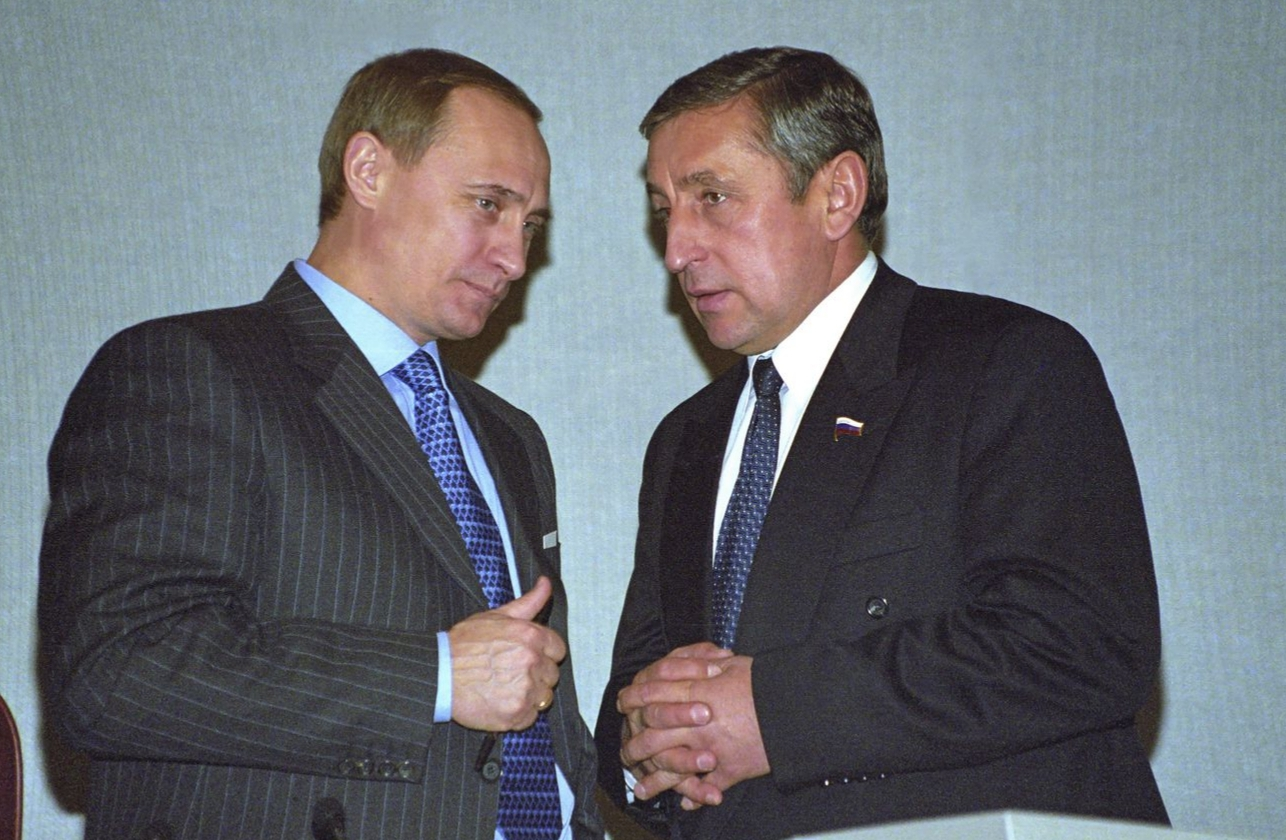
Председатель Правительства РФ Владимир Путин и руководитель Агропромышленной депутатской группы в Госдуме Николай Харитонов в декабре 1999 года.

На президентских выборах 1996 года поддерживал кандидатуру Геннадия Зюганова. 19 февраля 1999 года защитил в МГСХА кандидатскую диссертацию «Аграрная реформа и формирование многоукладной экономики в агропродовольственном комплексе» (научный руководитель В. А. Добрынин; официальные оппоненты В. Р. Боев, А. С. Иванов).
19 декабря 1999 года был избран депутатом Государственной Думы третьего созыва по списку КПРФ под номером 9. В Думе возглавил Агропромышленную депутатскую группу. 17 мая 2002 года стал председателем Аграрнопромышленного союза России, который объединил прокоммунистические аграрные круги. Возглавлял союз до июля 2005 года.
7 декабря 2003 года в очередной раз избран депутатом Государственной Думы четвёртого созыва по Барабинскому одномандатному избирательному округу № 124 (Новосибирская область). Вошел в состав фракции КПРФ. Занял пост первого заместителя председателя Комитета по аграрным вопросам.
В 2007 году вышел из Аграрной партии России по причине активного сотрудничества этой партии с «Единой Россией».
Вошёл в общефедеральный список КПРФ под третьим номером на Думских выборах 2007 года. 29 ноября 2008 года стал членом ЦК КПРФ на XIII съезде, а 30 ноября избран членом Президиума ЦК КПРФ. Возглавлял региональные избирательные списки (субъектовые тройки) в Республике Марий Эл (октябрь 2009 года) список КПРФ набрал 62227 голосов — 19.53% (2 место из 5), Республике Алтай (март 2010 года) Республиканский список КПРФ набрал 21425 голосов — 24.83% (2 место из 4), Оренбургской области (март 2011 года) список КПРФ набрал 166352 голоса — 21.44% (2 место из 5).
В декабре 2011 года по региональной группе № 26 Краснодарский край, возглавив список из 20 кандидатов, вновь избран (Краевой список КПРФ набрал 255919 голосов — 23.6%) депутатом Государственной Думы шестого созыва, в которой он возглавил комитет по региональной политике и проблемам Севера и Дальнего Востока Госдумы шестого созыва.
В Государственной Думе VI созыва представлял Краснодарский край.

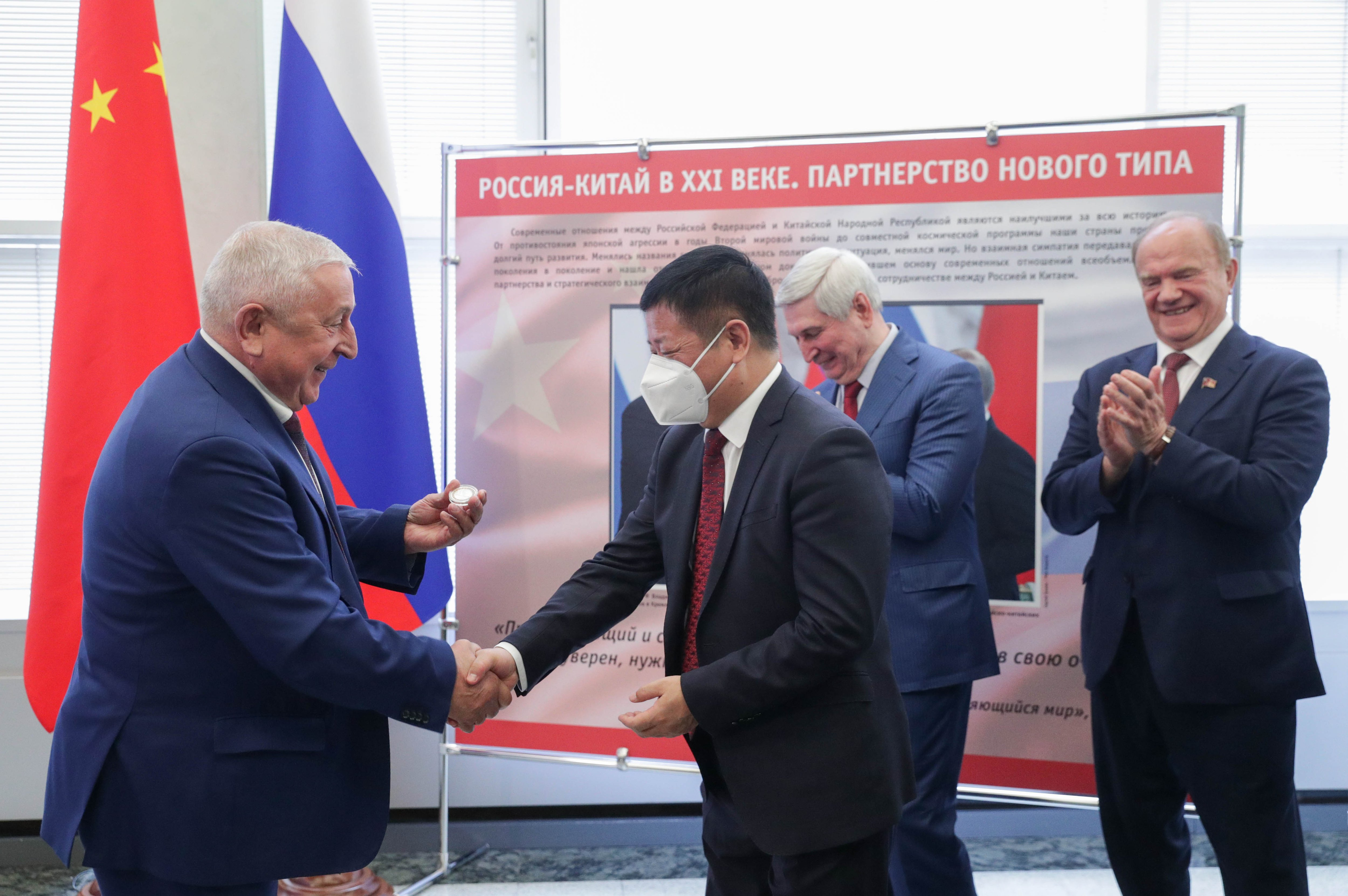
Председатель Комитета по региональной политике и проблемам Севера и Дальнего Востока Николай Харитонов и Чрезвычайный и Полномочный Посол Китая в России Чжан Ханьхуэй в 2021 году.

На выборах в Государственную думу Федерального Собрания РФ VII созыва (2016 год) баллотировался по 52 Армавирскому одномандатному избирательному округу, Краснодарский край, и был избран депутатом. Член фракции КПРФ вновь возглавил Комитет по региональной политике и проблемам Севера и Дальнего Востока.
В 2021 году был переизбран (в составе общей части списка КПРФ), вошёл в состав фракции КПРФ и возглавил Комитет по развитию Дальнего Востока и Арктики.

### Участие в президентских выборах

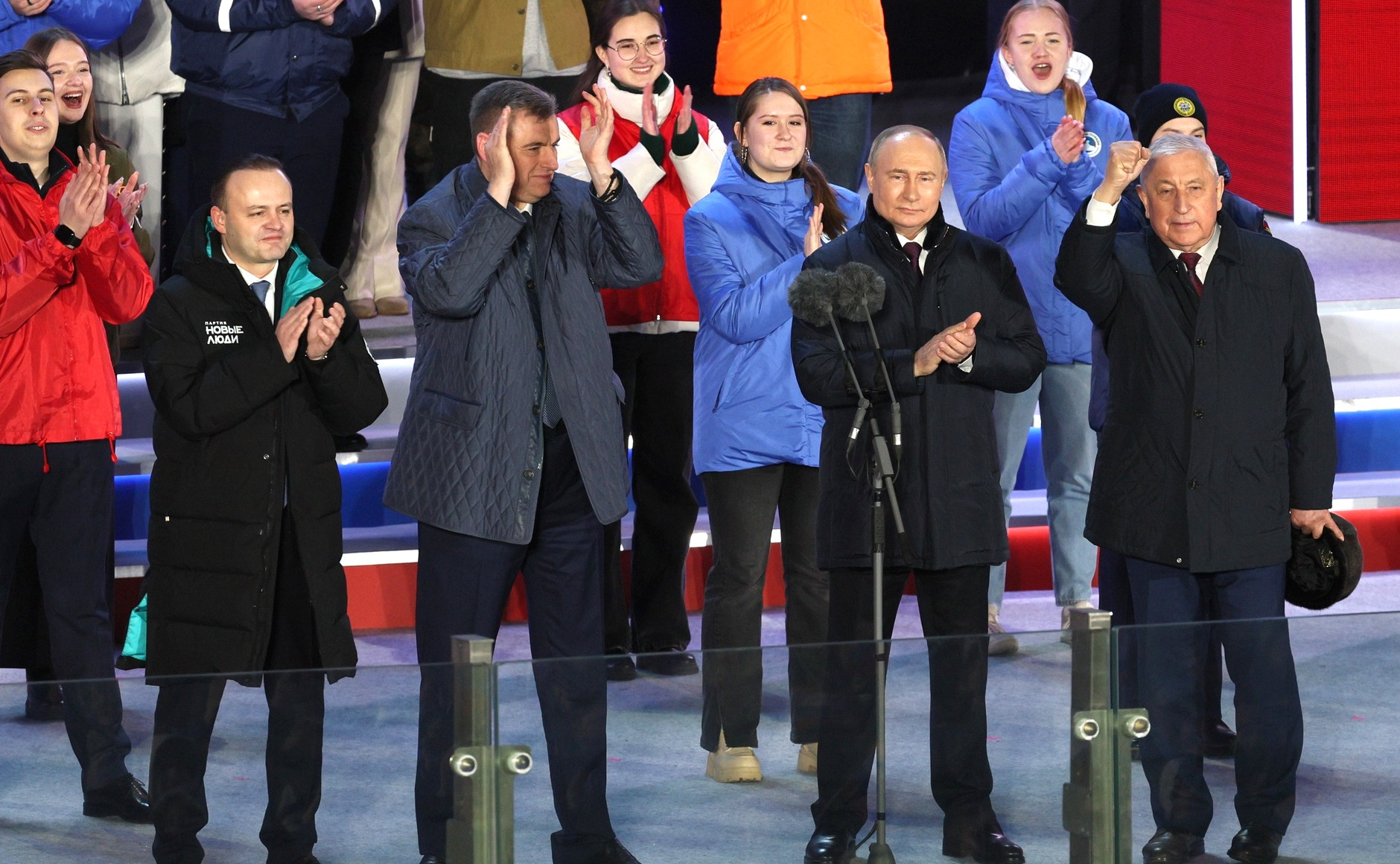
Кандидаты на выборах президента Российской Федерации 2024: Владислав Даванков, Леонид Слуцкий, Владимир Путин, Николай Харитонов (слева направо) на Красной площади после завершения выборов 18 марта 2024 года

Участвовал в двух президентских выборах: в 2004 и 2024 годах.
| Год  | Голоса    | %     | Место | Опередили Харитонова | Уступили Харитонову                                           |
| ---- | --------- | ----- | ----- | -------------------- | ------------------------------------------------------------- |
| 2004 | 9 514 554 | 13,69 | 2/6   | Владимир Путин       | Сергей Глазьев, Ирина Хакамада, Олег Малышкин, Сергей Миронов |
| 2024 | 3 768 470 | 4,31  | 2/4   | Владимир Путин       | Владислав Даванков, Леонид Слуцкий                            |

На X съезде партии КПРФ выбран единым кандидатом от партии на президентских выборах в марте 2004 года. При тайном голосовании в его поддержку высказались 123 участника съезда, а Геннадия Семигина поддержали 105 участников. По итогам выборов занял 2 место, получив 9,5 млн голосов избирателей (13,69 % голосов).
20 декабря 2023 года Президиум ЦК КПРФ предложил кандидатуру Харитонова для выдвижения на президентские выборы 2024 года, несмотря на то, что рядом партийных организаций предлагались иные кандидатуры (так, Московский городской комитет КПРФ рекомендовал выдвинуть действующего лидера партии Геннадия Зюганова и экс-губернатора Иркутской области Сергея Левченко). 23 декабря на третьем этапе XVIII съезда партии Харитонов был выдвинут кандидатом в президенты (175 голосов «за», 6 — «против»). После съезда Харитонов заявил журналистам, что не будет критиковать своего противника Владимира Путина. 27 декабря 2023 года Харитонов подал документы в ЦИК в качестве кандидата от КПРФ на президентских выборах 2024 года. 29 декабря 2023 года ЦИК разрешил открыть избирательный счёт и принял решение о регистрации уполномоченных, среди которых депутат Государственной думы Георгий Камнев и член ЦК КПРФ Игорь Макаров. Для участия в выборах Харитонову как кандидату от парламентской партии не нужно собирать подписи избирателей в свою поддержку.
3 января 2024 года уполномоченный Георгий Камнев передал документы в ЦИК для регистрации Николая Харитонова кандидатом в президенты.
9 января 2024 года зарегистрирован в кандидаты на пост Президента РФ. Лидер КПРФ Геннадий Зюганов сообщил, что штаб кандидата в президенты РФ Николая Харитонова утвердил основные 15 пунктов его программы на выборах. Слоганом предвыборной кампании стала фраза «Поиграли в капитализм — и хватит»: на плакатах с красным фоном и фотографией Харитонова визуальный акцент сделан на словах «капитализм» и «хватит». Слоган был сформулирован самим кандидатом и «переведён на агитационный язык».
Он отстаивает политическую программу, сосредоточенную на экономических и социальных вопросах: прогрессивное налогообложение, возрождение промышленности, национализация стратегических отраслей, социально-экономическое планирование, снижение пенсионного возраста до 55 лет для женщин и 60 лет для мужчин, повышение минимального размера оплаты труда до 35 000 рублей и увеличение пенсий.
По итогам выборов занял 2 место, получив 3,8 млн голосов избирателей (4,31 % голосов).

### Личная жизнь
Харитонов увлекается охотой и спортом (в 1994 году он выступил одним из организаторов думской футбольной команды). C 1972 женат на Нине Харитоновой, в браке родились четыре дочери.

## Законотворческая деятельность
С 1993 по 2019 год, в течение исполнения полномочий депутата Государственной Думы I, II, III, IV, V, VI и VII созывов, выступил соавтором 92 законодательных инициатив и поправок к проектам федеральных законов.

## Санкции
23 февраля 2022 года, на фоне вторжения России на Украину, включён в санкционный список Евросоюза, так как «поддерживал и проводил действия и политику, которые подрывают территориальную целостность, суверенитет и независимость Украины, которые еще больше дестабилизируют Украину».
24 февраля 2022 года включён в санкционный список Канады «близких соратников режима» за голосование о признании независимости «так называемых республик в Донецке и Луганске».
24 марта 2022 года включен в санкционный список США за «соучастие в войне Путина» и «поддержку усилий Кремля по вторжению в Украину», Госдеп США заявил что депутаты Госдумы используют свои полномочия для преследования инакомыслящих и политических оппонентов, нарушают свободу информации, ограничивают права человека и основные свободы граждан России.
По аналогичным основаниям, включён в санкционные списки Великобритании, Швейцарии, Австралии, Японии, Украины и Новой Зеландии.

## Награды, почётные звания
- Герой Труда Российской Федерации (14 декабря 2023) — за особые трудовые заслуги перед государством и народом[35];
- Благодарность Председателя Государственной Думы Федерального Собрания Российской Федерации (6 июля 2022)[36];
- Благодарность Правительства Российской Федерации (16 декабря 2019) — за большой вклад в развитие российского парламентаризма и активную законотворческую деятельность[37];
- Орден Александра Невского (29 апреля 2019) — за большой вклад в развитие парламентаризма, активную законотворческую деятельность и многолетнюю добросовестную работу[38][39];
- Орден Дружбы (4 июня 2014) — за достигнутые трудовые успехи, значительный вклад в социально-экономическое развитие Российской Федерации, заслуги в гуманитарной сфере, активную законотворческую и общественную деятельность, многолетнюю добросовестную работу[40];
- Благодарность Президента Российской Федерации (21 октября 2009) — за плодотворную законотворческую и общественную деятельность[41];
- Почетный знак Государственной Думы Федерального Собрания Российской Федерации «За заслуги в развитии парламентаризма» (20 мая 2008)[42];
- Заслуженный работник сельского хозяйства Российской Федерации (27 декабря 2000) — за заслуги в области сельского хозяйства и многолетний добросовестный труд[1];
- Заслуженный работник физической культуры Российской Федерации (29 августа 1994) — за заслуги в развитии физической культуры и спорта[43];
- Медаль «За трудовую доблесть»[1];
- Знак отличия «За заслуги перед Новосибирской областью»[44];
- Знак отличия «За заслуги в развитии Дальнего Востока» Министерства РФ по развитию Дальнего Востока и Арктики[44];
- Орден «За служение Отечеству» (Святых великого князя Дмитрия Донского и преподобного игумена Сергия Радонежского) III степени[45].

14 декабря 2000 года приказом директора ФСБ России Н. П. Патрушева присвоено воинское звание полковник. Погоны вручил ему 20 декабря на заседании Госдумы глава комитета по безопасности Александр Гуров.